# Eduardo Gomes
Eduardo Gomes (Petrópolis, 1896 — Río de Janeiro, 1981) fue un militar y político brasileño.

## Biografía

Eduardo Gomes y Osvaldo Aranha, en Río de Janeiro, en 1960.

Con formación en aviación militar, fue uno de los sobrevivientes de la Revuelta de los 18 del Fuerte en 1922, lo que marcó el inicio del tenentismo. Participó en la Revuelta Paulista en 1924. Fue apresado cuando se dirigía a integrar la Columna Prestes. Fue puesto en libertad en 1926 y apresado nuevamente en 1929. En mayo de 1930 consiguió su libertad, a tiempo para integrar las conspiraciones que terminarían con la caída de Washington Luis, después del fracaso electoral de la Aliança Liberal.
Cuando Getúlio Vargas asumió el poder, Gomes se dedicó a la carrera militar, en la creación del Correo Aéreo Militar, que terminaría siendo el Correo Aéreo Nacional, parte de la Fuerza Aérea Brasileña.
En 1935 comandó el 1.º Regimiento de Aviación contra el levante, conocido como Intentona Comunista. En 1937, con la creación del Estado Novo, fue exonerado del comando y prosiguió su carrera militar.
En 1941, con la creación del Ministerio de Aeronáutica, fue promovido a "Brigadier".
En el final del Estado Novo fue candidato a las elecciones presidenciales, programadas para diciembre de 1945, formando la Unión Democrática Nacional (UDN). Fue derrotado por el general Eurico Gaspar Dutra, ministro de Guerra de Vargas.
En 1950, fue nuevamente candidato a la presidencia de la República en representación de UDN, siendo esta vez derrotado por el propio Vargas. Fue uno de los líderes en la campaña para apartar a Vargas después del atentado contra el periodista Carlos Lacerda, en agosto de 1954. Con el suicidio de Getúlio Vargas, asumió el Ministerio de Aeronáutica en el gobierno de Café Filho (1954-1955).
En 1964 fue uno de los conspiradores del golpe militar que desplazó al presidente João Goulart. Volvió a ocupar la titularidad del Ministerio de Aeronáutica durante la dictadura de Humberto de Alencar Castelo Branco.